# António Gomes de Amorim de Vasconcelos Porto
António Gomes de Amorim de Vasconcelos Porto, também conhecido como Engenheiro Vasconcelos Porto (Santarém, Santa Iria da Ribeira de Santarém, 30 de Março de 1893 - Porto, 28 de Novembro de 1956), foi um engenheiro e ferroviário português.

## Biografia
Nasceu na localidade de Santarém, em 30 de Março de 1893, filho de Margarida Gomes de Amorim, sobrinha paterna do 1.º Barão de A-Ver-o-Mar, e do general Carlos Augusto Coelho de Vasconcelos Porto. Frequentou o Instituto Superior Técnico da Universidade Técnica de Lisboa, onde concluiu o curso de Engenharia Mecânica.
Em 21 de Maio de 1926, foi nomeado como director da exploração da Companhia dos Caminhos de Ferro do Porto à Póvoa e Famalicão, e em 29 de Janeiro de 1927 passou, com a mesma categoria, para a Companhia dos Caminhos de Ferro do Norte de Portugal. No dia 1 de Janeiro de 1947, transitou para a Companhia dos Caminhos de Ferro Portugueses, onde exerceu a função de subchefe de divisão adjunto à Divisão-geral. Por um despacho do Ministro das Colónias, foi nomeado para integrar a delegação portuguesa do Congresso Internacional dos Caminhos de Ferro, em Lucerna, em Junho de 1947.
Faleceu na sua habitação do Porto, em 28 de Novembro de 1956. Casou com Maria Salomé Correia de Sampaio, sobrinha paterna do 1.º Visconde de Castelo Novo.